# 前田和泉
前田 和泉（まえだ いずみ）は、日本のロシア文学者。専門は、ロシア近現代文学・文化論・ロシア詩、東京外国語大学総合国際学研究院（言語文化部門・文化研究系）教授。博士（文学）。

## 略歴
1992年、東京外国語大学外国語学部ロシア語学科卒業。1999年、東京大学大学院人文科学研究科欧米系文化研究専攻スラヴ語スラヴ文学専門分野博士課程修了。
東京外国語大学非常勤講師等を経て、2009年より東京外国語大学総合国際学研究院准教授（言語文化部門・文化研究系）、2019年より同教授。
2017年度から2021年度までNHKＥテレ『ロシアゴスキー』講師、2024年度NHKラジオ『まいにちロシア語』講師。

## 著書

### 単著
- 『マリーナ・ツヴェターエワ』（未知谷、2006年）
- 『これからはじめるロシア語入門 (音声DL BOOK)』（NHK出版、2021年）

### 共著
- （沼野恭子・匹田剛・イリーナ・ダフコワ）『大学のロシア語Ⅰ──基礎力養成テキスト』（東京外国語大学出版会、2013年）
- （イリーナ・ダフコワ）『大学のロシア語II ――実力が身につくワークブック』（東京外国語大学出版会、2014年）
- （石川達夫編、貝澤哉・奈倉有里・西成彦）『ロシア・東欧の抵抗精神――抑圧・弾圧の中での言葉と文化』（成文社、2023年）

### 翻訳
- アンドレイ・クルコフ『大統領の最後の恋』（新潮社、2006年）
- リュドミラ・ウリツカヤ『通訳ダニエル・シュタイン』上・下（新潮社、2009年）
- アルセーニイ・アレクサンドロヴィチ・タルコフスキー『白い、白い日――アルセーニイ・タルコフスキー詩集』鈴木理策写真（エクリ、2011年）
- アンドレイ・タルコフスキー『ホフマニアーナ』山下陽子挿画（エクリ、2015年）
- ソロモン・ヴォルコフ『ショスタコーヴィチとスターリン』亀山郁夫・梅津紀雄・古川哲共訳（慶應義塾大学出版会、2018年）
- ミハイル・レールモントフ『葦』宇野亞喜良画（エクリ、2019年）
- ミハイル・レールモントフ『デーモン』ミハイル・ヴルーベリ絵（エクリ、2020年）
- リュドミラ・ウリツカヤ『緑の天幕』（新潮社、2021年）